# Estemmenosuchus uralensis
Az Estemmenosuchus uralensis az emlősszerűek (Synapsida) osztályának Therapsida rendjébe, ezen belül az Estemmenosuchidae családjába tartozó faj.

## Tudnivalók
Az Estemmenosuchus uralensis (magyarul: „Az Urál-hegység koronázott krokodilja”), egy hatalmas, növényevő Dinocephalia volt, amelyet Oroszországban, a Perm Krai tartományhoz tartozó Ochyor város mellett találtak meg. Az állat körülbelül 255 millió évvel élt ezelőtt. A Biarmosuchia után ez a második legősibb therapsida. Az állattal együtt a következő fajokat is felfedezték: az Eotitanosuchus olsonit, a Biarmosuchus tenert és a rokon Estemmenosuchus mirabilist. Ezeket az állatokat egy üledékes rétegben találták meg, ez a réteg az Urál-hegység fiatal korában keletkezett.
Az Estemmenosuchus uralensis jellemzői a felálló és szétálló szarvszerű képződmények, amelyek kiállnak a fejéből. A szájában nagy szemfogak ültek, ezeket kisebb őrlőfogak követték. Az állat testének elülső része magasabban ült, mint a hátsó, ezt a feltételezést a vállízületek támasztják alá. Az állat hossza 4-5 méter lehetett.
Egyes tudósok feltételezik, hogy az állat meleg vérű volt nagy mérete miatt, mások viszont úgy gondolják, hogy hideg vérű volt, mint a mai hüllők. Még azt is feltételezik egyesek, hogy ragadozó életmódot folytatott, bár manapság mindenki elfogadja, hogy az Estemmenosuchus nem fajai növényevők voltak.